# Shalishuka
Shalishuka (IAST: Śāliśuka) Maurya était un empereur Maurya. Il a régné de 215 à 202 av. J.-C. Il a succédé à Samprati Maurya. Alors qu'un passage des Yuga Purana le décrit comme un souverain injuste et querelleur, il est également mentionné comme un homme aux "mots justes", mais à l'"injuste conduite" en raison de son patronage du Jaïnisme.
Selon les Purana, Devavarman lui a succédé.